# Vaudherland
Vaudherland – miejscowość i gmina we Francji, w regionie Île-de-France, w departamencie Dolina Oise.
Według danych na rok 2010 gminę zamieszkiwało 90 osób, a gęstość zaludnienia wynosiła 1000 osób/km².